# Abstellgleis

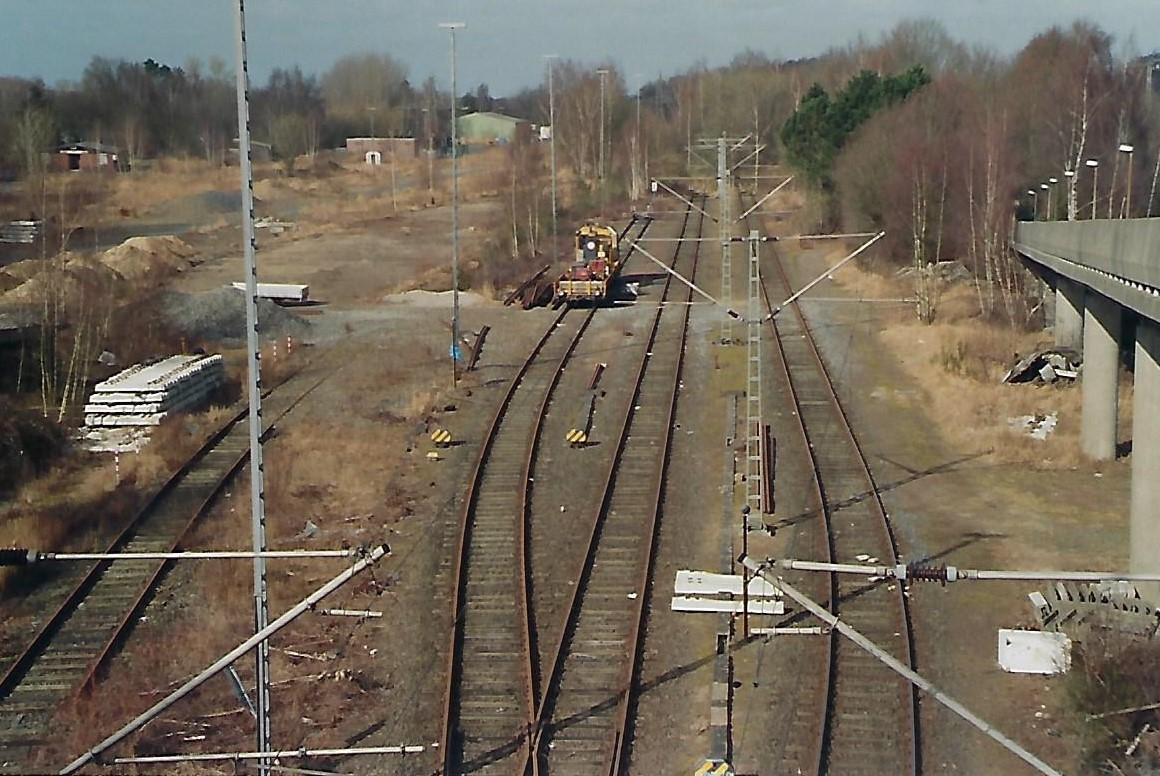
Abstellgleise im Bahnhof Elmshorn

Ein Abstellgleis ist ein Gleis zur Aufnahme von Schienenfahrzeugen, die vorübergehend nicht benötigt werden.

## Zweck
Dabei kann es sich um eine Abstellzeit von einigen Stunden bis hin zum dauerhaften Abstellen ausgemusterter Fahrzeuge handeln. Zuweilen sind darunter Gleise zur Zugbildung gemeint, oft werden abgestellte Personenzüge hier gereinigt oder vorgeheizt. Abstellgleise werden nicht für Zugfahrten über den Bahnhof hinaus verwendet und gelten daher als Nebengleise.
Nicht als Abstellgleise gelten Bahnsteiggleise, an denen Züge zum Ein- und Ausstieg abgestellt werden, Ladegleise zum Be- und Entladen sowie Ausweich- und Überholgleise, auf denen ein Zug einen anderen abwartet.
Wird das Stumpfgleis nicht nur zum Abstellen, sondern auch zum Wechsel der Fahrtrichtung auf dem anderen Gleis einer zweigleisigen Strecke genutzt, wird dieses Gleis auch als Kehrgleis bezeichnet.

## Übertragener Sinn
Die Metapher „auf das Abstellgleis schieben“ wird häufig als Umschreibung dafür genommen, dass Menschen dauerhaft aus dem Erwerbsleben oder aus ihrem Wirkungskreis verdrängt oder ausgeschlossen werden. „Auf dem Abstellgleis stehen“ bedeutet, dass sich jemand in einer Stellung ohne Wirkungsmöglichkeit befindet.